# Transtextualité
Ne doit pas être confondu avec Intertextualité.
La transtextualité est un concept littéraire que Gérard Genette a développé, plus particulièrement dans son livre Palimpsestes — La littérature au second degré paru en 1982. Il ne doit pas être confondu avec la notion de sciences de l’information et de la communication (en études de productions et de réception) de transtexte de Benjamin W.L. Derhy Kurtz et Mélanie Bourdaa,.
Pour Genette, l’objet de la poétique n’est pas le texte, considéré dans sa singularité, mais bien la transtextualité, ou transcendance textuelle du texte. Grossièrement, la transtextualité se définit par « tout ce qui met un texte en relation, manifeste ou secrète, avec un autre texte ».
Il faut comprendre ici le mot texte en son sens « conceptuel », c’est-à-dire en ce qu’il est un énoncé de nature quelconque et non seulement littéraire.
Par ailleurs, les cinq types de relations transtextuelles ne sont pas des classes étanches, fermées et sans recoupement réciproques. Leurs relations sont nombreuses et parfois (et même « souvent » selon Genette) décisives.

## Types de relations transtextuelles
Genette distingue cinq types de relations transtextuelles : l’intertextualité, la paratextualité, la métatextualité, l’hypertextualité et l’architextualité.

### L’intertextualité
Le nom est emprunté à Julia Kristeva. L’intertextualité se définit par une relation de coprésence entre deux ou plusieurs textes, eidétiquement et le plus souvent, par la présence d’un texte dans un autre.

### La paratextualité
Tout ce qui est périphérique au corps d’un énoncé. Il s’agit généralement d’une relation moins explicite et plus distante que l’énoncé entretient avec le paratexte.

### La métatextualité
C’est la relation dite de commentaire qui lie un « texte à un autre texte dont il parle, sans nécessairement le citer (le convoquer), voire à la limite, sans le nommer ».
Exemple : Hegel, dans la Phénoménologie de l'esprit, évoquant allusivement et silencieusement Le Neveu de Rameau.

### L’hypertextualité
Cette relation en est une de dérivation, qui n’est pas de l’ordre du commentaire. Il y a un rapport d’imitation (ou de transformation) qui engendre quelque chose de nouveau, mais qui ne cache pas ce qu'il y a derrière. Genette nomme le texte « imitant » l’hypertexte et le texte « imité » l’hypotexte.
Exemple : L’œuvre de Marcel Duchamp L.H.O.O.Q. parodiant La Joconde de Léonard de Vinci.

### L’architextualité
C’est le type le plus abstrait et le plus implicite : « il s’agit ici d’une relation tout à fait muette, que n’articule, au plus, qu’une mention paratextuelle […], de pure appartenance taxinomique ». C’est ce qui nous permet d’organiser, ou de déterminer le statut générique d’un énoncé.

## Différence avec les transtextes
Le concept littéraire de transtextualité de Gérard Genette ne doit pas être confondu avec la notion de Sciences de l’Information et de la Communication (en études de productions et de réception) de transtexte de Benjamin W.L. Derhy Kurtz et Mélanie Bourdaa.
Traduite de l’anglais transtext, cette notion représente une évolution du concept de transmedia storytelling – ou transmédialité – développé par Henry Jenkins, qui consiste à développer un univers narratif à travers différentes extensions interconnectées, et via divers supports ou médias, pour offrir à l’audience une expérience immersive et cohérente. Cette notion à se réfère généralement aux œuvres ou récits officiels ou institutionnels – produits par les studios ou autres détenteurs des droits), mais tend à laisser de côté les productions réalisées par les fans,. La notion de transtextes, quant à elle, considère à la fois les productions officielles et celles des fans, concevant les activités créatives de ces derniers comme un phénomène pouvant aller jusqu’à une co-construction du récit, et non plus seulement comme une forme élaborée de réception de la part des publics engagés.
En effet, des cinq sortes de « transtextualité » mis en avant par Gérard Genette – l’intertextualité, la paratextualité, la métatextualité, l’architextualité et l’hypertextualité, il n’y a qu’avec la dernière, qui aborde le lien entre deux textes : hypotexte et hypertexe, qu’il pourrait être possible d’établir une forme de rapprochement. Toutefois, la notion de transtexte de Benjamin Derhy Kurtz et Mélanie Bourdaa, bien qu’elle étudie également les liens entre les différentes extensions de tels narratifs (à travers, notamment, l’intervention d’Aaron Delwiche),, s’intéresse à des éléments allant bien au-delà de cet aspect, et prend en compte de manière holistique et pluridisciplinaire une multitude d’aspects, tels que les textes eux-mêmes, le fonctionnement, les acteurs et les créateurs de ces différentes productions, et enfin la réception de celles-ci.